# 2S5 Giatsint-S
2S5 Giatsint-S (tiếng Nga: 2С5 «Гиацинт-С»; tiếng Anh: hyacinth – Lan dạ hương) là một loại pháo lựu tự hành 152 mm của Liên Xô/Nga. Mã định danh GRAU là "2S5", được trang bị hệ thống bảo vệ xạ-sinh-hóa.

## Sản xuất
2S5 Giatsint-S bắt đầu được sản xuất vào năm 1976 cùng với phiên bản của pháo 2A36 Giatsint-B. Đưa vào trang bị năm 1978 nên 2S5 có tên mã định danh của Mỹ là M1981.

## Quốc gia sử dụng

### Hiện nay
Belarus120 
 Phần Lancòn gọi là 152 TELAK 91. 18 đơn vị.
 Nga
- - Lục quân: 399 đơn vị (+500 đang bảo quản)
  - Hải quân: 170 đơn vị (+ một số đang bảo quản)

 Ukraina - 24 

### Trước kia
Liên Xô